# Калаши (село)
Калаши (груз. კალაში) — село в Грузии, на территории Местийского муниципалитета края (мхаре) Самегрело-Верхняя Сванетия.

## География
Село находится в северо-западной части Грузии, на правом берегу реки Ингури, на расстоянии приблизительно 15 километров (по прямой) к западу от посёлка городского типа Местиа, административного центра муниципалитета. Абсолютная высота — 1191 метр над уровнем моря.

## Население
По результатам официальной переписи населения 2014 года в Калаши проживало 26 человек (15 мужчин и 11 женщин). В национальной структуре населения грузины составляли 100 %.
| Год  | Население, человек |
| ---- | ------------------ |
| 2002 | 77                 |
| 2014 | ↘ 26               |